# Astyanassa

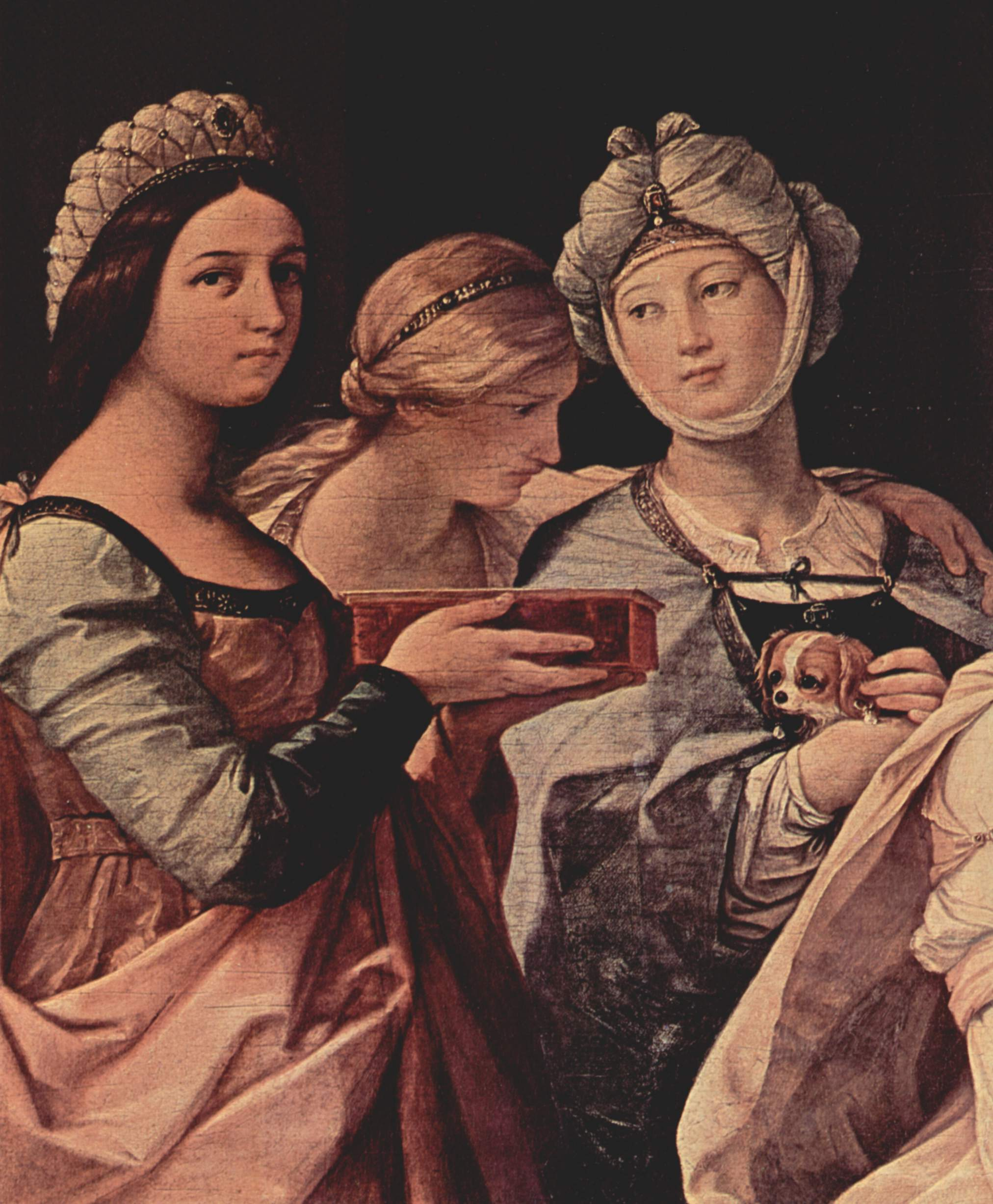
Suivantes d'Hélène (détail de L'Enlèvement d'Hélène de Guido Reni, 1631).

Astyanassa (en grec ancien Ἀστυάνασσα / Astuánassa, « maîtresse de la ville », de ἄστυ / ástu (« ville ») et ἄνασσα / ánassa (« maîtresse »)) apparaît dans les sources grecques tardives sur la mythologie classique en tant que servante d'Hélène.

## Mythe

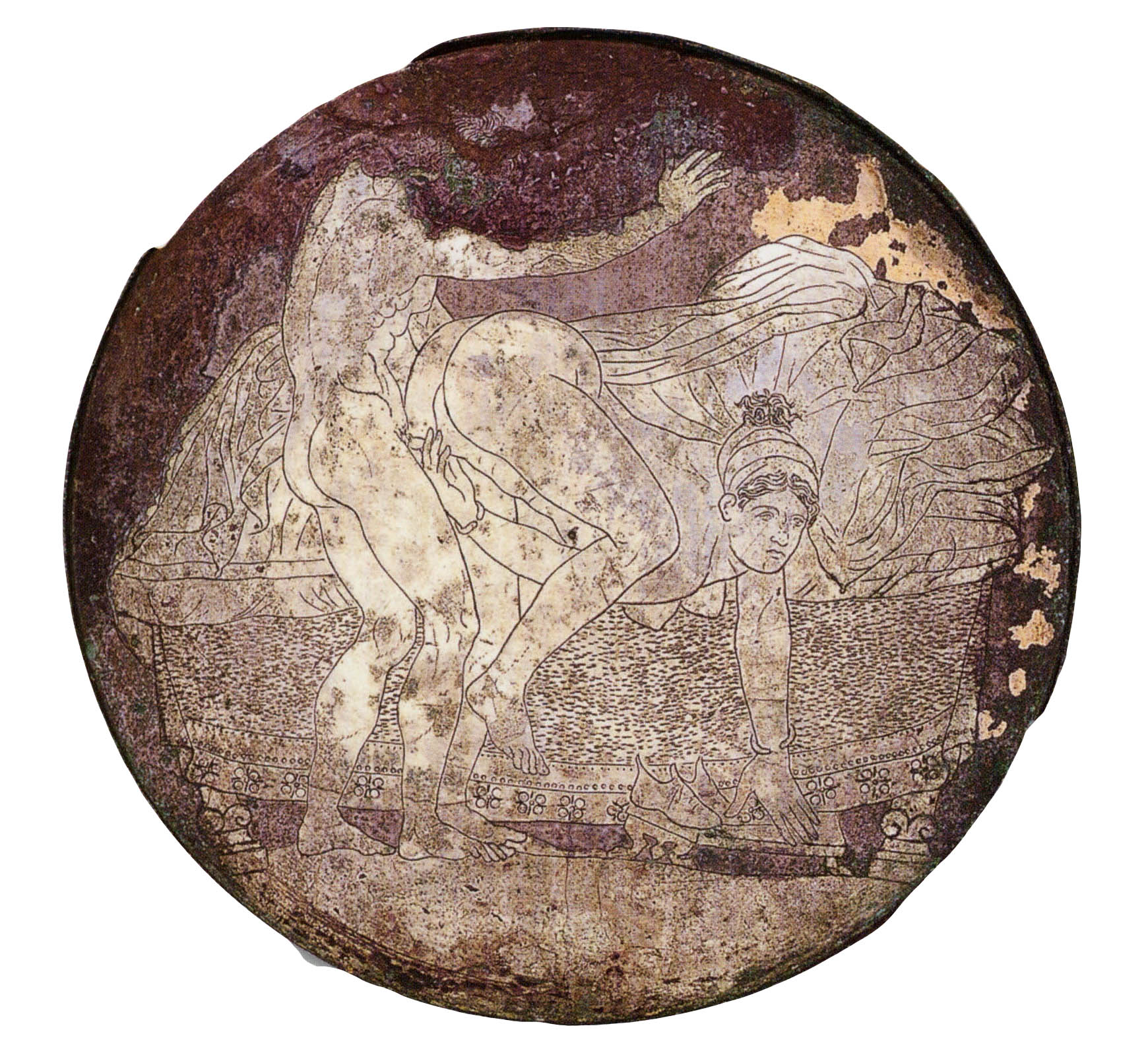
« Elle fut la première à découvrir les manières de s'allonger au lit pour faire l'amour. »
Couple nu (intérieur d'un couvercle de miroir, Corinthe, vers 320 avant notre ère).

La Souda, encyclopédie grecque de la fin du IXe siècle, fait d'Astyanassa l'auteur du premier manuel de techniques érotiques : « Elle fut la première à découvrir les manières de s'allonger au lit pour faire l'amour et écrivit Sur les postures sexuelles. »
Elle inaugure une veine littéraire où lui succèdent des noms que l'on suppose être ceux de courtisanes célèbres, dont Philaenis, au IVe siècle avant notre ère, et Éléphantis, poétesse du Ier siècle avant notre ère et auteur présumé d'un De figuris coitus.
Photios Ier de Constantinople, patriarche et érudit du Xe siècle, qui reprend à son sujet Ptolémée Chennos, la montre dérobant un soutien-gorge brodé donné à sa maîtresse Hélène par Héra, qui l'avait elle-même reçu d'Aphrodite ; pour finir l'objet est repris par cette dernière.
Astyanassa est aussi présentée comme la fille du poète mythique Musée d'Athènes.

## Sources anciennes
- (en)+(grc) Souda (lire en ligne)
- (fr)+(grc) Photios, Bibliothèque (lire en ligne)